# Lourdesbach
Der Lourdesbach ist ein fast 0,3 Kilometer langer rechter Nebenfluss des Liebochbaches in der Steiermark. Er entspringt nordwestlich des Hauptortes von Stiwoll und mündet nördlich davon, in der Nähe der L336, in den Liebochbach.